# Lothar Gintersdorfer
Lothar Gintersdorfer (* 23. Jänner 1940 in Vöcklabruck) ist ein österreichischer Politiker (FPÖ) in Ruhe. Gintersdorfer war zwischen 1991 und 2000 Nichtamtsführender Stadtrat in Wien.
Gintersdorfer besuchte das Realgymnasium und die Pädagogische Akademie und war in der Folge als Lehrer in Oberösterreich und Wien tätig. Zwischen 1990 und 1991 war er dem Bundesministerium für Unterricht und Kunst dienstzugeteilt. Seine politische Laufbahn begann Gintersdorfer 1972 bei der FPÖ-Hernals, 1977 übernahm er dort das Amt des Bezirksparteiobmannes. Er war ab 1973 als Seminarleiter im Freiheitlichen Bildungswerk tätig und übernahm zwischen 1982 und 1990 die Geschäftsführung des Bildungswerks. Gintersdorfer war von 1978 bis 1987 Bezirksrat in Hernals und wurde am 9. Dezember 1987 als Abgeordneter zum Wiener Landtag und Mitglied des Gemeinderats angelobt. Am 9. Dezember 1991 wechselte Gintersdorfer in den Wiener Stadtsenat und die Wiener Landesregierung und wurde als Nichtamtsführender Stadtrat ohne Ressort angelobt. Am 28. Jänner 2000 wurde Gintersdorfer im Stadtsenat von Eduard Schock abgelöst.
Gintersdorfer war zwischen dem März 2002 und dem November 2006 Präsident des Cajetan-Felder-Instituts.